# マレーシア標準時
マレーシア標準時（マレーシアひょうじゅんじ、英語: Malaysia Standard Time, MST または Malaysia Time, MYT、マレー語: Waktu Piawai Malaysia, WPM)は、マレーシアで使用されている標準時。グリニッジ標準時（GMT）および協定世界時から8時間進んでいる。首都・クアラルンプールの地方時は本来GMT+06:46:48である。マレーシア半島（西マレーシア、Peninsular Malaysia）は1880年までこの地方標準時を採用していたが、この年以降シンガポールの標準時であるGMT+06:55:24に移行した。第二次世界大戦終戦後からマレーシアの国家が成立する1963年9月16日までの間は、英領マラヤ標準時（British Malayan Standard Time）としてUTC+7:30を用いていた。1981年12月31日23時30分、にマレーシア半島では時計を30分早めて1982年1月1日00時00分とし、東マレーシア（East Malaysia）で用いられるUTC+8と同一時刻とした。
夏時間は導入されていない。

## 歴史
1901年1月1日までは、英領マラヤに立地する天文台の地理的位置に基づいた地方標準時を採用していた。ペナン・マラッカ・シンガポールが当時、天文台を有していたので、3つの海峡植民地がそれぞれの地方標準時を使用した。これら3地域は、分単位の差異があった。
1901年1月1日より、シンガポール標準時が海峡植民地と英領マラヤに適用されるようになり、標準時となった。これは鉄道・郵便・電報が普及し、スケジュール設定上の問題を簡素化するために単一の標準時が求められたことにある。シンガポールが選ばれたのは、海峡植民地・英領マラヤを管轄する組織がシンガポールにあったからである。
1905年1月1日からは、東経105度の経線が海峡植民地と英領マラヤの標準時を決める経線として採用された。この決定は1904年2月に行われた。東経105度は、UTC+7に相当する。この変更によってフォート・カニング（Fort Canning）の報時球が影響を受けたが、同日中に運用を開始した。
1920年になるとイギリス本国と同様に、時間を導入する法案が海峡植民地立法評議会に提出された。この時提案されたのは、東経105度の本来の時刻より30分早める、すなわち、UTC+7:30とすることである。その目的は、労働者が仕事の後の余暇時間を拡大することであったが、最初の審議で却下された。12年後の1932年に再び立法評議会に諮られ、30分では時間が大きく変わりすぎるとして議論となった。そこで10分短縮して20分進めることが提案され、2度の審議の後に1932年条例第21号「夏時間条例」（Daylight Saving Ordinance）として通過した。1933年に施行し、同年1月1日から1年間のみ適用されることになった。しかし、1934年と1935年には官報による通達でそのまま継続され、1935年に1932年の条例を改正する形で1935年条例第5号が成立し、年限条項が撤廃され、UTC+7:20がこの地域の標準時として恒久的に採用されることが決定した。1936年には海峡植民地の法律集の第170章に収録された。
1941年になると「夏時間条例」が再度改正され、1941年条例第33号となった。これにより、UTC+7:30に変更され、1920年に当初提案された標準時が採用されることとなった。
1942年2月16日、大日本帝国は正式に英領マラヤを占領した。そこでこの地域の時刻は1時間30分早い日本標準時（UTC+9）に移行した。日本は1945年9月12日にシンガポールで正式に降伏を表明し、もとの英領マラヤ標準時に戻った。しかし、英領マラヤ標準時に戻った正確な日付は不明である。
マレーシア政府は、1981年12月31日にマレーシア半島の時刻を30分進めて東マレーシアと時刻を統一し、UTC+8とすることを宣言した。マレーシアの人口の8割がマレーシア半島に住んでいるため、人口の少ない東マレーシアの方に時刻をそろえるこの変更は、厄介なものであった。

### マレーシア半島標準時
| 期間                           | 協定世界時との差 | 標準時名（通称）                                      |
| ------------------------------ | ---------------- | ----------------------------------------------------- |
| 1901年1月1日 - 1905年5月31日   | UTC+06:46:48     | 英領マラヤ標準時（British Malayan Mean Time）         |
| 1905年1月1日 - 1932年1月1日    | UTC+07:00:00     | 標準帯時間（Standard Zone Time）                      |
| 1933年1月1日 - 1941年8月31日   | UTC+07:20:00     | 夏時間（Daylight Standard Time）                      |
| 1941年9月1日 - 1942年2月15日   | UTC+07:30:00     | 日光標準時（Daylight Standard Time）                  |
| 1942年2月16日 - 1945年9月12日  | UTC+09:00:00     | 東京標準時（Tokyo Standard Time）                     |
| 1945年9月13日 - 1981年12月31日 | UTC+07:30:00     | 日光標準時/マレーシア標準時（Malaysia Standard Time） |
| 1982年1月1日 – 現在            | UTC+08:00:00     | マレーシア標準時（Malaysia Standard Time）            |

### 東マレーシア標準時
| 期間                           | 協定世界時との差 | 標準時名（通称）                              |
| ------------------------------ | ---------------- | --------------------------------------------- |
| 1926年3月1日 - 1932年12月31日  | UTC+07:44:20     | コタキナバル標準時（Kota Kinabalu Mean Time） |
| 1933年1月1日 - 1942年2月15日   | UTC+07:30:00     | ペラ標準時（Perak Standard Time）             |
| 1942年2月16日 - 1945年9月12日  | UTC+09:00:00     | 東京標準時（Tokyo Standard Time）             |
| 1945年9月13日 - 1963年9月16日  | UTC+07:30:00     | ペラ標準時（Perak Standard Time）             |
| 1963年9月16日 - 1981年12月31日 | UTC+08:00:00     | サバ標準時（Sabah Standard Time）             |
| 1982年1月1日 – 現在            | UTC+08:00:00     | マレーシア標準時（Malaysia Standard Time）    |

## 標準時の管理者
1990年1月1日より、マレーシアでは政府の打診により、同国のSIRIM社傘下の国民度量衡学研究所が標準時を管理している。マレーシア標準時は、SIRIMが5つの原子時計で管理する。

## IANAのTime Zone Database
IANAのTime Zone Databaseには、マレーシアの標準時として以下の2つの時間帯（マレーシア半島標準時と東マレーシア標準時）に分かれて含まれている。
| 国コード | 座標        | 時間帯ID          | 注釈               | 協定世界時との差 | 夏時間 | 備考                 |
| -------- | ----------- | ----------------- | ------------------ | ---------------- | ------ | -------------------- |
| MY       | +0310+10142 | Asia/Kuala_Lumpur | 半島マレーシア     | +08:00           | +08:00 | マレーシア半島標準時 |
| MY       | +0133+11020 | Asia/Kuching      | サバ州・サラワク州 | +08:00           | +08:00 | 東マレーシア標準時   |